# Airole
Airole är en ort och kommun i provinsen Imperia i regionen Ligurien i Italien. Kommunen hade 392 invånare (2018).